# Alexander Jansegers
Alexander Jansegers, né le 25 décembre 1889 à Bornem et y décédé le 22 février 1952 est un homme politique belge social-chrétien.
Jansegers est tisserand.
Il est élu sénateur de l'arrondissement de Malines-Turnhout (1946-1949).

## Sources
- Bio sur ODIS